# TEENick
«TEENick» — ориентированный на подростков телевизионный блок, который транслировался на «Nickelodeon». Блок запущен 4 марта 2001 года и продолжал вещание до 2 февраля 2009 года. Изначально «TEENick» вещал по воскресеньям с 6 до 9 вечера, а, начиная с 2004 года, начал также выходить в эфир по субботам с 8 до 10 вечера вместо популярного блока «SNICK», которая транслировался с 1992 года. Первоначально ведущим блока был Ник Кэннон, а затем Джейсон Эверхарт, также известный как Джей Буги.
16 января 2007 года «TEENick» также начал вещание на телеканале «The N» в качестве программного блока. В эфире блок продержался до 12 мая 2007 года, но затем был возвращён в эфир 1 марта 2008 года. После чего в блок были включены такие шоу как «Ромео!», «АйКарли», «Боишься ли ты темноты?», «Дрейк и Джош», «Всякая всячина», «H2O: Просто добавь воды» и «Детки подросли». 3 августа 2009 года блок «TEENick» был убран с телеканала «The N» опять.
28 сентября 2009 года «TEENick» вернулся в эфир как телеканал «TeenNick», который ранее назывался «The N». Сейчас «TeenNick» в эфире 24 часа в сутки.

## Программы
Программы, которые показывали на «TEENick» (в скобках указаны дата начала и конца показа на «TEENick»).
- Мистические файлы Шелби Ву (2001)
- Боишься ли ты темноты? (2001)
- Хангин и мистер Купер (2001)
- Тайный мир Алекс Мак (2001)
- Кинан и Кел (2001)
- 100 добрых поступков Эдди Мак-Дауда (2001—2003)
- Кейтлин путь (2001—2003)
- Кузен Скитер (2001—2003)
- Братья Гарсиа (2001—2004)
- Кларисса всё объяснит (2001)
- Таина (2001—2003)
- Шоу Аманлы (2001—2006)
- Шоу Ника Кэннона (2002—2003)
- Как говорит Джинджер (2002—2004)
- Всякая всячина (2002—2005)
- Клулесс (2003)
- Сабрина — маленькая ведьма (2003—2005)
- Жизнь и приключения робота-подростка (2003—2004)
- Ромео! (2003—2006)
- Нетакая (2004—2007)
- 6teen (2005—2006)
- Это только игра (2006)
- Это только Джордан (2007—2008)
- Танцы до заката (2008)
- Ned’s Declassified School Survival Guide (2004—2009)
- Дрейк и Джош (2004—2009)
- Зоуи 101 (2005—2008)
- The Naked Brothers Band (2007—2009)
- АйКарли (2008)
- H2O: Просто добавь воды (2009)
- True Jackson, VP (2008—2009)